# Willi Titze

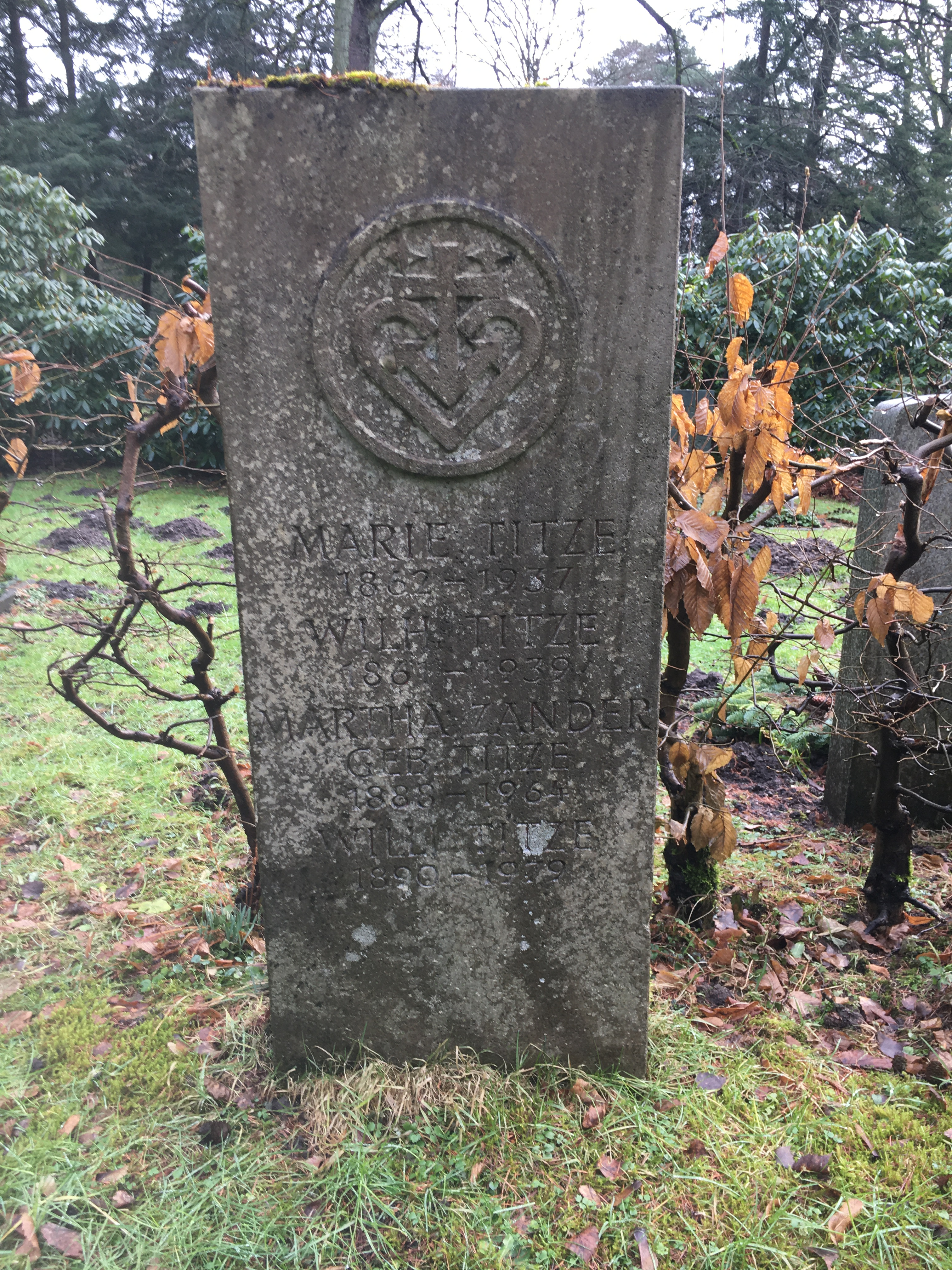
Grabstätte Willi Titze auf dem Friedhof Ohlsdorf

Gustav Willi Titze (* 19. Februar 1890 in Hamburg; † 30. August 1979 ebenda) war ein deutscher Maler und Grafiker.

## Leben
Willi Titze war der Sohn eines Mitarbeiters der Baudeputation in Hamburg. Nach dem Schulabschluss absolvierte er zunächst eine Ausbildung zum Theatermaler, von 1907 bis 1911 studierte er an der Kunstgewerbeschule bei Carl Otto Czeschka. Ein Stipendium ermöglichte Titze 1911 eine einjährige Studienreise nach Ober- und Mittelitalien. 1912 erhielt er eine Anstellung als Hilfslehrer an der Kunstgewerbeschule, ein Jahr darauf unterrichtete er dort Malerei und angewandte Grafik.
Der Erste Weltkrieg unterbrach Titzes Karriere. Er leistete Militärdienst beim Infanterie-Regiment 76 und kehrte erst nach Kriegsende in den Schuldienst zurück. Ab 1922 leitete Titze die Fachklasse für Dekorationsmalerei, 1926 erhielt er als Studienrat eine Festanstellung, 1927 erfolgte seine Beförderung zum Professor für Malerei und Grafik. Zwischen 1927 und 1931 unternahm Titze im Auftrag der Kunstgewerbeschule mehrere Auslandsreisen zu Kunstausstellungen, die ihn bis Nordafrika führten. Nach seiner Rückkehr trat er der Hamburgischen Sezession bei, wo er sich mit Fritz Flinte anfreundete. Im selben Jahr wurde er gemeinsam mit Karl Kluth und Paul Hamann wegen der Veröffentlichung anstößiger Zeichnungen angeklagt, von diesen Vorwürfen jedoch freigesprochen.
Nach der Machtergreifung durch die Nationalsozialisten geriet Titze in Konflikt mit dem neuen Regime. Aufgrund seiner öffentlich geäußerten Bemerkung „Jetzt müssen sie wohl alle nationalen Kitsch malen.“ wurde er denunziert und in der Folge zunächst im Oktober 1933 beurlaubt und am 30. Juni 1934 in den Ruhestand versetzt. Auch wurde der Prozess aus dem Jahr 1931 wieder aufgenommen. Das daraufhin gefällte Urteil bestätigte Titzes Entlassung und die Entziehung des Ruhegehaltes, doch durch Fürsprache namhafter Kollegen wie Arthur Illies und Johann Michael Bossard sowie insbesondere des ehemaligen Direktors der Kunstgewerbeschule, Richard Meyer, wurde in einem neuen Urteil zwar die Versetzung in den Ruhestand erneut als rechtens bestätigt, Titze jedoch die Zahlung des Ruhegehaltes wieder zugestanden. Auslandsreisen und die Teilnahme an Ausstellungen wurden ihm dagegen untersagt. Aus wirtschaftlichen Gründen war Titze bereits Anfang der 1930er-Jahre in den Hamburger Stadtteil Lemsahl-Mellingstedt gezogen, wo er nun Ackerbau und Viehzucht betrieb und Batiken fertigte. Erst nachdem Titze 1937 zwangsweise der NSDAP beigetreten war, konnte er seine Lehrtätigkeit als sogenannter Widerrufs-Beamter von Februar 1943 bis September 1944 fortsetzen.
Nach Ende des Zweiten Weltkriegs holte Friedrich Ahlers-Hestermann Titze erneut an die Kunstgewerbeschule, hier leitete er bis 1956 den Unterricht in graphischen Techniken. Zu seinen Schülern zählten u. a. Willy Colberg, Theodor Gerkens, Willem Grimm, Diether Kressel und Paul Wunderlich. Auch unternahm Titze erneut Studienreisen ins Ausland und wurde Mitglied im Deutschen Künstlerbund.

### Privates
Willi Titze heiratete 1919 Else Wagner, die Tochter eines Hamburger Rektors. Mit ihr hatte er drei Söhne, von denen die älteren, Klaus und Thomas, im Zweiten Weltkrieg fielen. Der dritte Sohn Sebastian wurde nach Kriegsende geboren. Titze lebte bis zu seinem Tod in Lemsahl-Mellingstedt und wurde auf dem Friedhof Ohlsdorf im Planquadrat W 11 beigesetzt.

## Werk
Willi Titzes Schaffen war von Vielseitigkeit geprägt. Er brannte Keramiken in einem selber erbauten Ofen und fertigte Entwürfe für keramische Fabriken an, ebenso Glasfensterentwürfe für verschiedene Unternehmen und entwarf Plakate, u. a. für die Hamburger Hochbahn und den Verein Künstlerfest Hamburg e. V., dem er 1921 beigetreten war. Auch als Grafiker war Titze geschätzt. Orientierte er sich zum Beginn seiner Laufbahn noch am Wiener Jugendstil, so wandte er sich nach 1918 dem Expressionismus zu, kehrte aber in den 1950er-Jahren erneut zum Jugendstil zurück.
In der Malerei schuf er Porträts und Landschaften, in den 1930er-Jahren auch ländliche Motive. Nach seiner Pensionierung ging Titze zur freien Malerei über, mit erkennbarem Einfluss seiner Vorbilder wie Pablo Picasso oder Paul Klee.
Seine Werke sind u. a. in der Hamburger Kunsthalle und im Museum für Kunst und Gewerbe zu finden. Sein Nachlass befindet sich in Familienbesitz.

## Ausstellungen (Auswahl)
- 1931: Landeskunstschule Hamburg
- 1934: Kunsthalle zu Kiel
- 1936: Olympische Kunstausstellung, Berlin
- 1942: Haus der Deutschen Kunst, München (Große Deutsche Kunstausstellung)
- 1955: Ausstellung Hamburger Künstler
- 1970: Clubheim der BP, Hamburg
- 1977: Galerie Latin, Hamburg